# Manfred Gnädinger

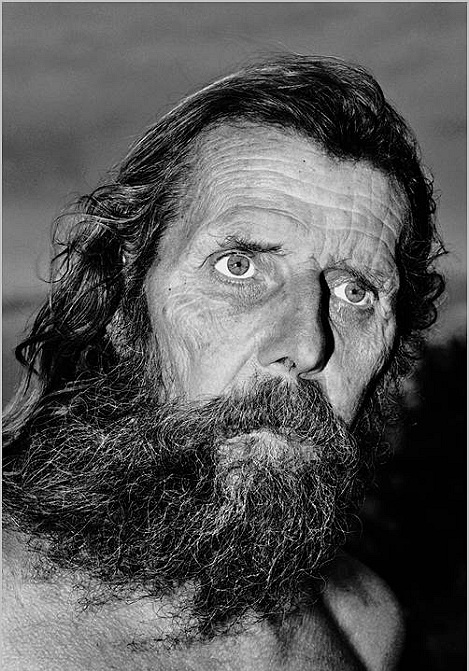
Man von Camelle (Manfred Gnädinger) (1998)

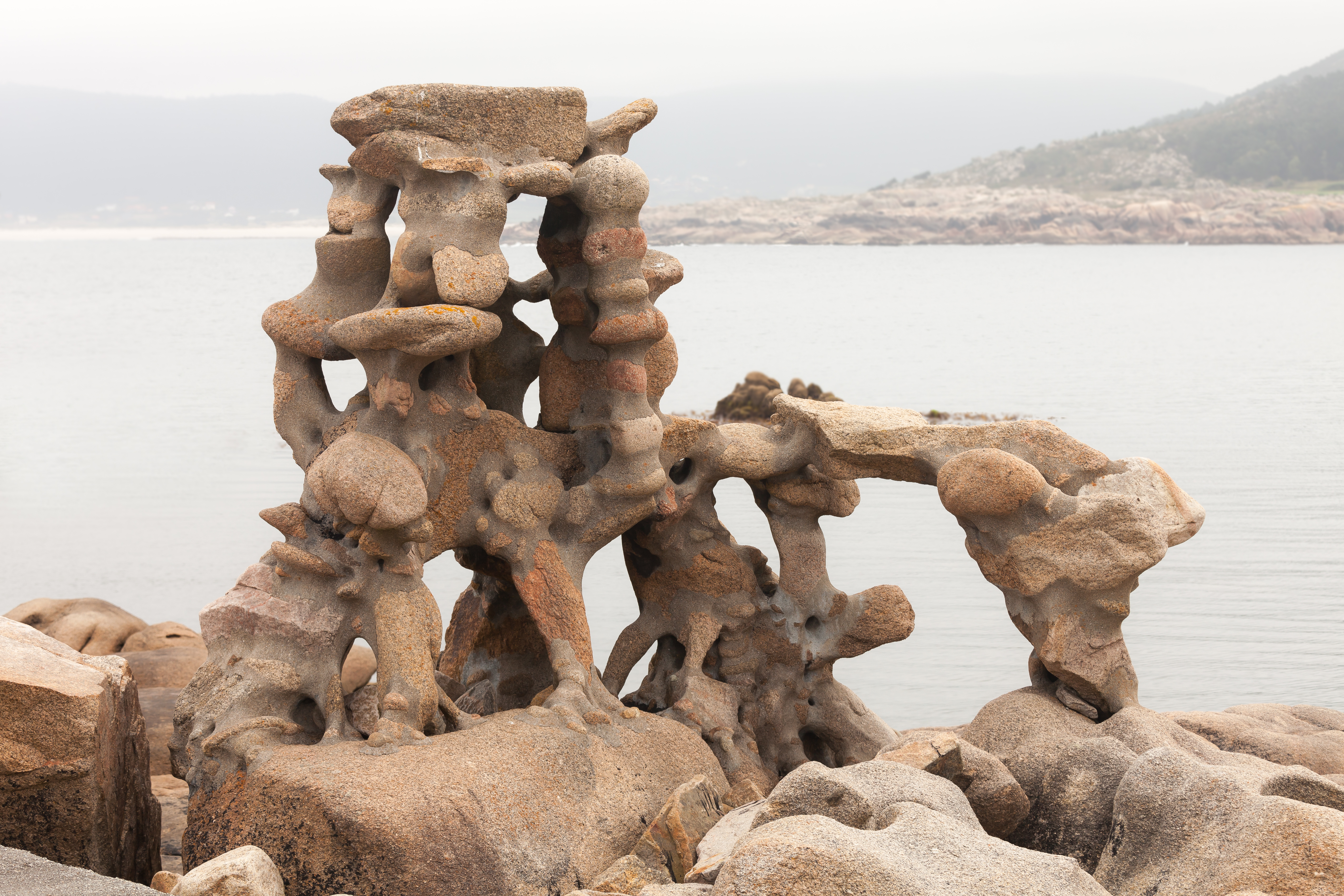
Eine Skulptur Gnädigers im Hafen von Camelle (Aufnahme von 2016)

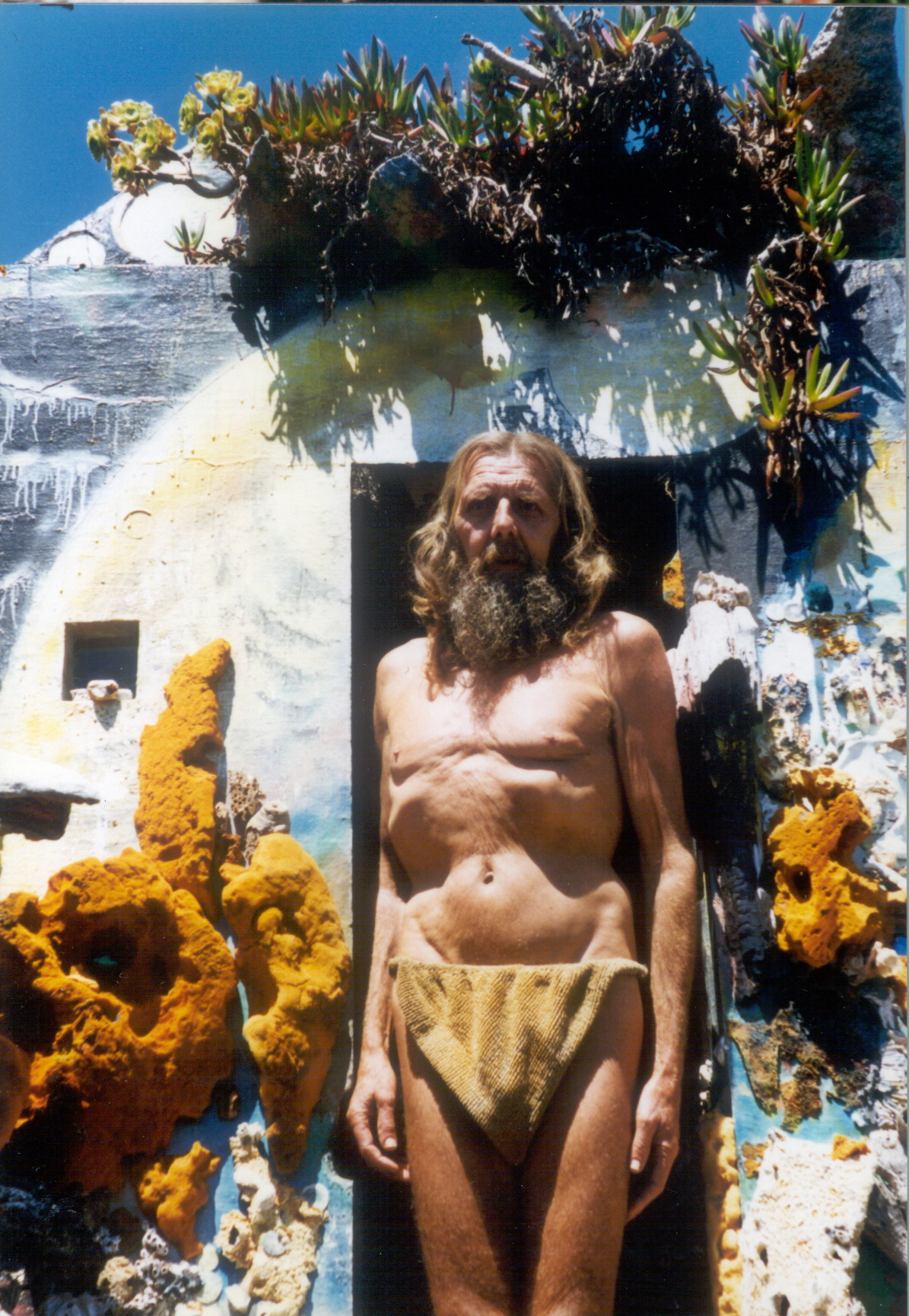
Manfred Gnädinger im Jahr 1998

Manfred Gnädinger (* 27. Januar 1936 in Böhringen (heute Radolfzell); † 28. Dezember 2002 in Camelle, Galicien) – bekannt als O Alemán oder Man – war ein deutscher Einsiedler und Bildhauer, der in Camelle an der Costa da Morte in Galicien lebte. Sein einfaches und naturbezogenes Leben verbrachte er mit Gartenarbeit und dem Bau von Skulpturen am Strand.

## Leben
Gnädinger kam 1962 in das Fischerdorf Camelle. Woher er kam, ist unbekannt. Er wurde als gut gekleidet und gebildet beschrieben. Ein paar Jahre später baute er sich eine kleine Hütte am Strand des Atlantischen Ozeans. Hier verbrachte er die nächsten dreißig Jahre und wurde zu einer Attraktion im Ort. Mit einem langen Bart und bei jedem Wetter lediglich mit einem Lendenschurz bekleidet, ernährte er sich strikt vegetarisch von dem, was der von ihm bewirtschaftete Garten hergab. Regelmäßig schwamm er im Atlantischen Ozean. Die Einheimischen nannten ihn O Alemán oder nur Man.
Er schuf Skulpturen aus Stein, tierischen Überresten, Treibholz und anderem angeschwemmten Material ergänzte. Touristen besuchten das von ihm geschaffene Open-Air-Museum. Sein einziges Einkommen war der geringe Eintritt, den er für den Besuch des Museums erbat. Zudem bat er seine Besucher, kleine Zeichnungen in seinen Notizbüchern anzufertigen. Nach seinem Tod fand man Hunderte von diesen Zeichnungen.
Der Untergang des Tankers Prestige 2002 führte zu einer Ölpest, die auch den Strand erreichte, an dem Gnädinger lebte. Viele seiner Kunstwerke, seine Hütte und sein Garten waren davon betroffen. Einen Monat später fand man Gnädinger tot in seiner Hütte auf. Er hatte an Kreislaufproblemen und einer Atemwegserkrankung gelitten. Einheimische vermuteten, dass er an der Trauer über die Zerstörung seines Gartens und seiner Kunstwerke gestorben sei.
Sein Museum, das er der Gemeinde überschrieben hatte, ist weiterhin in Camelle zu besichtigen.

## Nachleben
Im Jahr 2008 erstellte Bernardo Cequera einen 58 Minuten langen Dokumentarfilm mit dem Titel Manfred, ein Schiffbrüchiger an der Costa da Morte.
Zum zehnten Todestag am 28. Dezember 2012 wurde Manfred Gnädinger exhumiert und eingeäschert um, wie er es im Testament wünschte, in seinem Museum beigesetzt zu werden. Dies geschah nur symbolisch. Erst mehr als 5 Jahre später wurde am 27. Januar 2018 die Urne in einem Festakt in seinem Museum beigesetzt.